# Chorisoneura peruana
Chorisoneura peruana es una especie de cucaracha del género Chorisoneura, familia Ectobiidae. Fue descrita científicamente por Caudell en 1913.
Habita en Perú.